# Wulfstorf
Wulfstorf ist ein Ortsteil der Einheitsgemeinde Bienenbüttel im niedersächsischen Landkreis Uelzen.

## Geografie und Verkehrsanbindung
Wulfstorf liegt nordöstlich des Kernortes Bienenbüttel an der Kreisstraße K 42. Unweit westlich fließt der Elbe-Seitenkanal, südwestlich erstreckt sich das 230 ha große Naturschutzgebiet Vierenbach.

## Sehenswürdigkeiten

### Baudenkmale
In der Liste der Baudenkmale in Bienenbüttel ist für Wulfstorf als einziges Baudenkmal das Backhaus Wulfstorfer Straße 7 aufgeführt.